# Las Azules
Las Azules är en ort i Mexiko.   Den ligger i kommunen Tepatitlán de Morelos och delstaten Jalisco, i den centrala delen av landet, 400 km väster om huvudstaden Mexico City. Las Azules ligger 1 947 meter över havet och antalet invånare är 132.
Terrängen runt Las Azules är kuperad åt nordväst, men åt sydost är den platt. Runt Las Azules är det ganska tätbefolkat, med 86 invånare per kvadratkilometer. Närmaste större samhälle är Tepatitlán de Morelos, 8,8 km söder om Las Azules. Trakten runt Las Azules består till största delen av jordbruksmark.